# Erateina staminifera
Erateina staminifera là một loài bướm đêm trong họ Geometridae.